# Buzz number

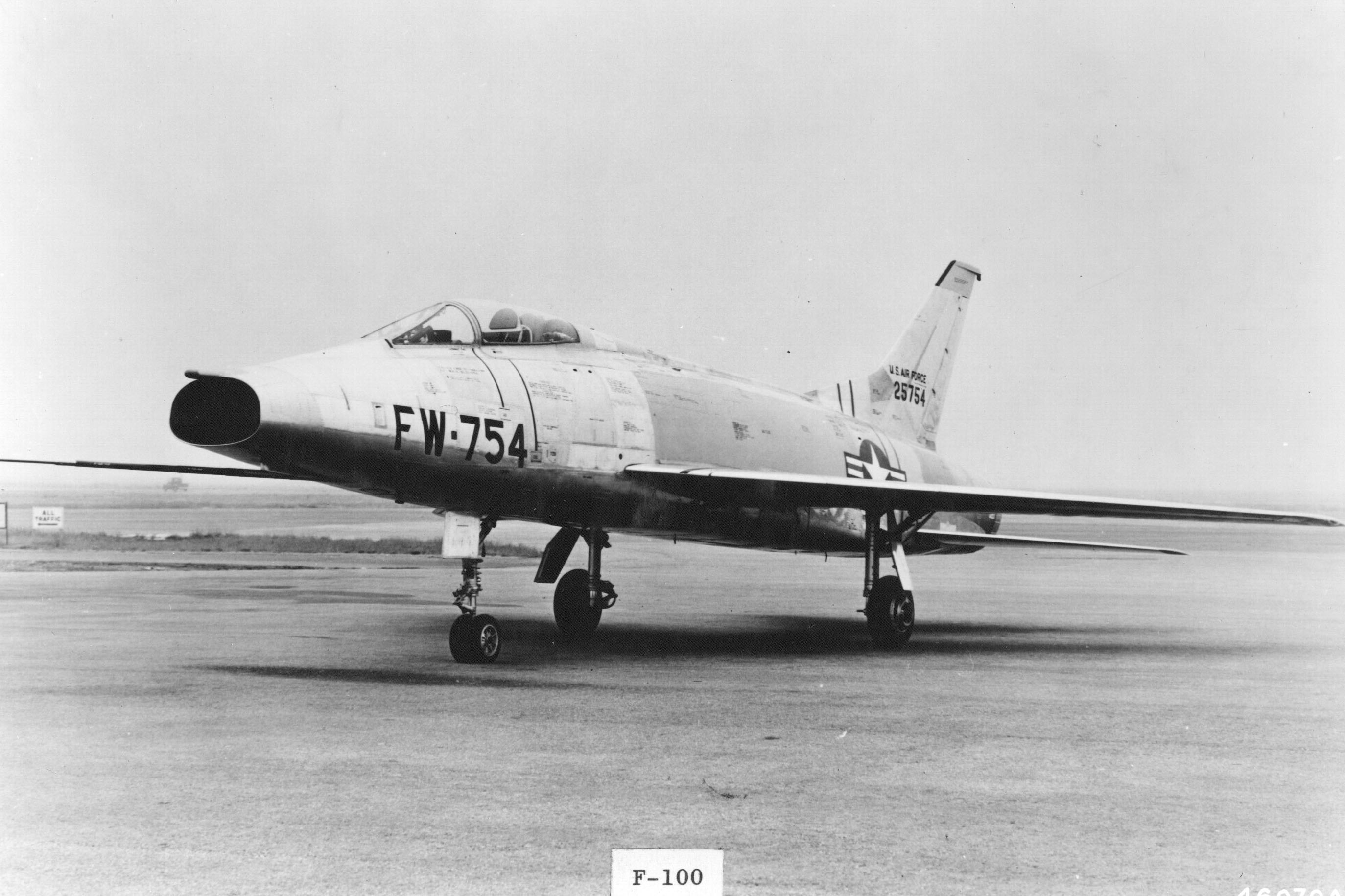
Ce F-100 Super Sabre de l'US Air Force possède le buzz number « FW-754 » sur son nez.

Un « buzz number » était une combinaison de gros chiffres et lettres appliquée sur les avions militaires de l'US Air Force dans les années de l'immédiat après-Seconde Guerre mondiale, et jusqu'à la fin des années 1960.
Ces codes étaient utilisés pour l'identification générale des divers appareils, mais plus particulièrement pour l'identification des avions exécutant illégalement des passages très bas et très rapides au-dessus des zones habitées. En effet, le verbe « to buzz », en anglais, correspond à « frôler », « raser » ou « vrombir », et bien qu'il n'existe pas d'équivalent français à ce terme anglais, un buzz number était en fait initialement surtout destiné à permettre aux civils de relever les numéros des avions s'amusant à effectuer des rase-mottes au-dessus de leurs maisons.

## Caractéristiques
Les deux premières lettres d'un buzz number indiquaient le type et la désignation d'un aéronef, alors que les trois dernières (ou les trois derniers chiffres) étaient généralement les trois derniers chiffres du numéro de série de l'appareil. Les chasseurs de l'USAF possédaient des buzz numbers commençant par la lettre « F », pour « Fighter », ou « P », quand les chasseurs étaient désignés « Pursuit », avant juin 1948. Les bombardiers avait un code commençant par la lettre « B », pour « Bomber ».
Par exemple, un P-51 Mustang aurait pu avoir un buzz number tel que « FF-230 », alors qu'un F-86 Sabre aurait pu avoir un numéro de type « FU-910 ». Un B-66 Destroyer aurait pu avoir un numéro de type « BB-222 ». L'un des derniers chasseurs de l'US Air Force à avoir été dotés de buzz numbers fut le F-4 Phantom II (FJ), alors encore désigné F-110 Spectre par l'Air Force.

## Liste des codes utilisés

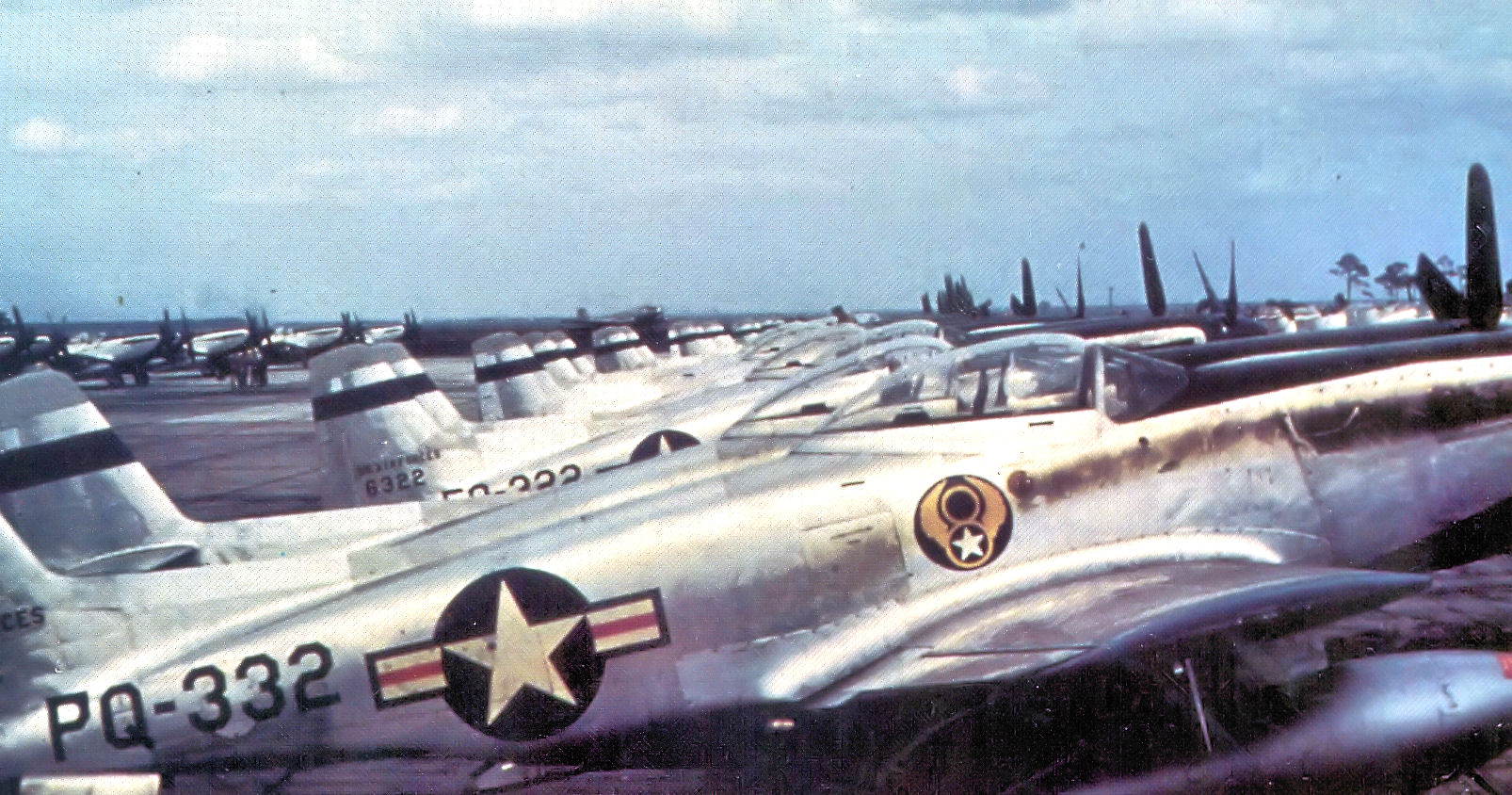
Un Un P-82 Twin Mustang avec un buzz number près de sa dérive.

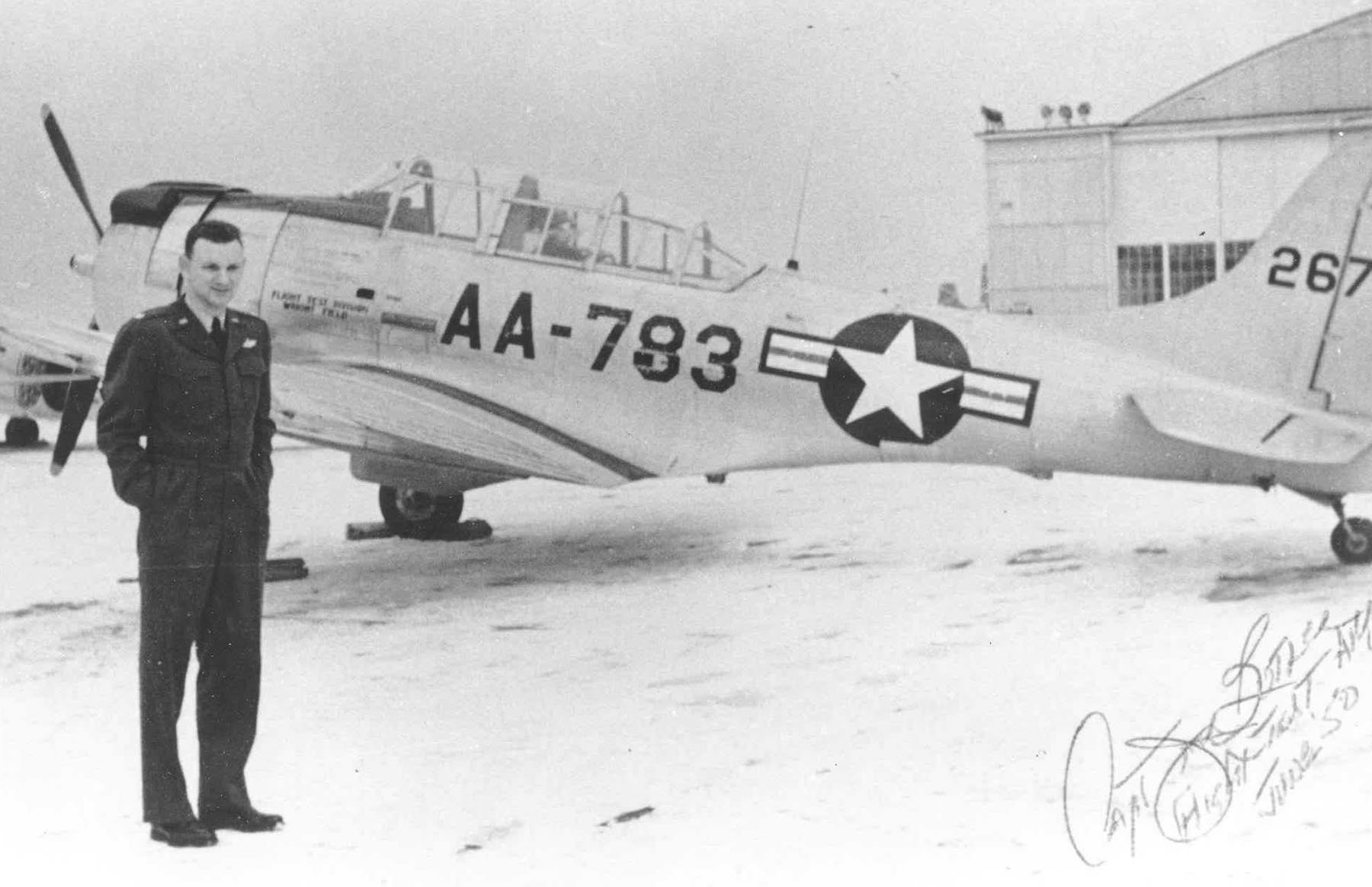
Un Douglas F-24 Banshee en 1950, avec un buzz number commençant par « AA » sur les côtés du cockpit.

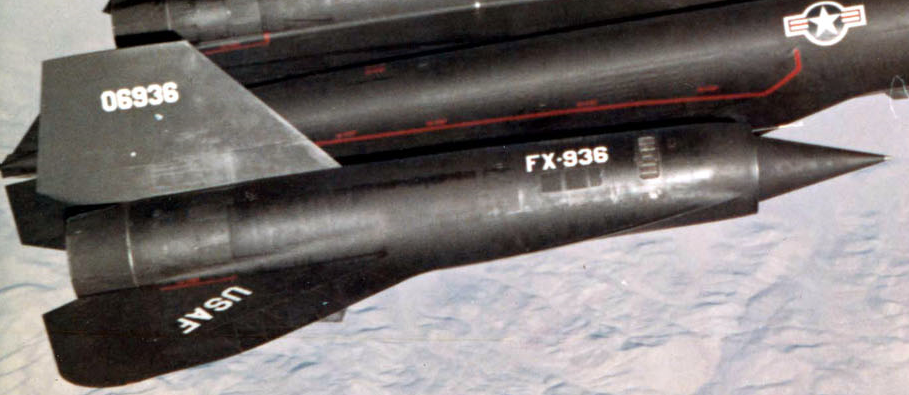
Code « FX- » sur le Lockheed YF-12 ; Probablement le dernier buzz number à avoir existé.

Ce tableau dresse la liste des appareils de l'US Air Force et de l'US Army par préfixe. Il est à noter que certains aéronefs ont changé de préfixe au cours de leur carrière, tandis que d'autres préfixes ont été réattribués lorsqu'un avion a été retiré du service.
| Préfixe | Constructeur        | Avion                                      | Notes                                            |
| ------- | ------------------- | ------------------------------------------ | ------------------------------------------------ |
| AA      | Douglas             | A-24/F-24 Banshee                          | [ 2 ]                                            |
| AB      | Curtiss             | A-25 Shrike                                | [ 2 ]                                            |
| AC      | Douglas             | A-26 Invader                               | Recodé BC en 1948                                |
| AD      | Vultee              | A-31 Vengeance                             | [ 2 ]                                            |
| AE      | Convair             | XA-41                                      | [ 2 ]                                            |
| BA      | Boeing              | B-17 Flying Fortress                       | [ 2 ]                                            |
| BA      | Martin              | B-57 Canberra                              | [ 2 ]                                            |
| BB      | Douglas             | XB-19                                      | [ 2 ]                                            |
| BB      | Douglas             | B-66 Destroyer                             | [ 2 ]                                            |
| BC      | Consolidated        | B-24 Liberator                             | [ 2 ]                                            |
| BC      | Douglas             | B-26 Invader                               | Initialement AC                                  |
| BD      | North American      | B-25 Mitchell                              | [ 2 ]                                            |
| BE      | North American      | B-45 Tornado                               | Recodé BH en 1948                                |
| BF      | Boeing              | B-29 Superfortress                         | [ 2 ]                                            |
| BG      | Consolidated        | B-32 Dominator                             | [ 2 ]                                            |
| BG      | Northrop            | XB-35                                      | [ 2 ]                                            |
| BH      | Lockheed            | B-37 Ventura                               | [ 2 ]                                            |
| BH      | North American      | B-45 Tornado                               | Initialement BE                                  |
| BJ      | Boeing              | XB-39 Superfortress                        | [ 2 ]                                            |
| BK      | Douglas             | XB-42 Mixmaster                            | [ 2 ]                                            |
| BK      | Boeing              | B-50 Superfortress                         | [ 2 ]                                            |
| BL      | Boeing              | XB-44 Superfortress                        | [ 2 ]                                            |
| BM      | Convair             | B-36 Peacemaker                            | [ 2 ]                                            |
| CA      | Beechcraft          | CQ-3 Expeditor                             | [ 2 ]                                            |
| CA      | Douglas             | C-124 Globemaster II                       | [ 2 ]                                            |
| CB      | Beechcraft          | UC-43 Traveler                             |                                                  |
| CC      | Beechcraft          | C-45 Expeditor                             |                                                  |
| CD      | Curtiss             | C-46 Commando                              |                                                  |
| CE      | Douglas             | C-47 Skytrain                              | [ 2 ]                                            |
| CF      | Douglas             | C-48                                       |                                                  |
| CG      | Douglas             | C-49                                       |                                                  |
| CH      | Douglas             | C-53 Skytrooper                            |                                                  |
| CJ      | Douglas             | C-54 Skymaster                             | [ 2 ]                                            |
| CK      | Lockheed            | C-60 Lodestar                              |                                                  |
| CL      | Noorduyn            | UC-64 Norseman                             |                                                  |
| CM      | Lockheed            | C-69 Constellation                         |                                                  |
| CN      | Douglas             | C-74 Globemaster                           | [ 2 ]                                            |
| CP      | Cessna              | UC-78 Bobcat                               | [ 2 ]                                            |
| CP      | Convair             | C-131 Samaritan                            | [ 2 ]                                            |
| CQ      | Fairchild           | C-82 Packet                                | [ 2 ]                                            |
| CQ      | Fairchild           | C-119 Flying Boxcar                        | [ 2 ]                                            |
| CR      | Consolidated        | C-87 Liberator Express                     | [ 2 ]                                            |
| CS      | Boeing              | C-97 Stratofreighter/KC-97 Stratofreighter | [ 2 ]                                            |
| CT      | Convair             | XC-99                                      | [ 2 ]                                            |
| CU      | Douglas             | C-117 Skytrooper                           | [ 2 ]                                            |
| CV      | Douglas             | C-118 Liftmaster                           | [ 2 ]                                            |
| CW      | Lockheed            | C-121 Constellation                        | [ 2 ]                                            |
| CY      | Chase (en)          | Chase YC-122 Avitruc                       | [ 2 ]                                            |
| CZ      | Chase               | C-123 Provider                             | ,                                                |
| CZ      | Fairchild           | C-123 Provider                             | [ 2 ]                                            |
| FA      | Beechcraft          | F-2 Expeditor                              | Abandonné en 1948                                |
| FB      | Lockheed            | F-5 Lightning                              | Abandonné en 1948                                |
| FC      | North American      | F-6 Mustang                                | Abandonné en 1948, changé en FF                  |
| FD      | Consolidated        | F-7 Liberator                              | Abandonné en 1948                                |
| FE      | Boeing              | F-9 Flying Fortress                        | Abandonné en 1948, changé en BA                  |
| FF      | North American      | F-10 Mitchell                              | Abandonné en 1948, changé en BD                  |
| FG      | Boeing              | F-13 Superfortress                         | Abandonné en 1948, changé en BF                  |
| FH      | Northrop            | F-15 Reporter                              | Abandonné en 1948, changé en FK                  |
| F       | Northrop            | N-156F                                     | [ 4 ]                                            |
| FA      | Lockheed            | F-38 Lightning                             | Initialement PA                                  |
| FA      | Lockheed            | F-94 Starfire                              | [ 2 ]                                            |
| FA      | Northrop            | F-5 Freedom Fighter                        | ,                                                |
| FB      | Bell                | F-39 Airacobra                             | Initialement PB                                  |
| FB      | McDonnell           | F-101 Voodoo                               | [ 2 ]                                            |
| FC      | Curtiss             | F-40 Warhawk                               | Initialement PC                                  |
| FC      | Convair             | F-102 Delta Dagger                         | [ 2 ]                                            |
| FD      | Republic            | XF-103                                     | [ 2 ]                                            |
| FE      | Republic            | F-47 Thunderbolt                           | Initialement PE                                  |
| FE      | Convair             | F-106 Delta Dart                           | [ 2 ]                                            |
| FF      | North American      | F-51 Mustang                               | Initialement PF                                  |
| FG      | Lockheed            | F-104 Starfighter                          | [ 2 ]                                            |
| FH      | Republic            | F-105 Thunderchief                         | [ 2 ]                                            |
| FJ      | Bell                | F-59 Airacomet                             | Initialement PJ                                  |
| FJ      | McDonnell           | F-110 Spectre                              | [ 2 ]                                            |
| FK      | Northrop            | F-61 Black Widow                           | Initialement PK                                  |
| FL      | Bell                | F-63 Kingcobra                             | Initialement PL                                  |
| FN      | Lockheed            | F-80 Shooting Star                         | Initialement PL, recodé FT                       |
| FP      | Convair             | XF-81                                      | Initialement PP                                  |
| FQ      | North American      | F-82 Twin Mustang                          | Initialement PQ                                  |
| FR      | Bell                | XF-83                                      | Initialement PR                                  |
| FS      | Republic            | F-84 Thunderjet                            | Initialement PS                                  |
| FT      | Lockheed            | F-80 Shooting Star                         | Initialement PN, FN                              |
| QFT     | Lockheed            | QF-80 Shooting Star                        | [ 2 ]                                            |
| FU      | North American      | F-86 Sabre                                 | Initialement PU                                  |
| FV      | Northrop            | Northrop F-89 Scorpion                     | [ 2 ]                                            |
| FW      | North American      | F-100 Super Sabre                          | [ 2 ]                                            |
| FX      | Lockheed            | YF-12 Blackbird                            | Non-officiel ?                                   |
| FY      | North American      | YF-93                                      |                                                  |
| FY      | North American      | YF-95                                      | Recodé FU                                        |
| GA      | Waco                | PG-2                                       | [ 2 ]                                            |
| GB      | Waco                | PG-3                                       | [ 2 ]                                            |
| GC      | Waco                | CG-4                                       | [ 2 ]                                            |
| GD      | Laister-Kauffman    | XCG-10 Trojan Horse                        | [ 2 ]                                            |
| GE      | Waco                | CG-13                                      | [ 2 ]                                            |
| GF      | Chase               | YCG-14                                     | [ 2 ]                                            |
| GG      | Waco                | PG-3                                       | [ 2 ]                                            |
| GH      | Chase               | XCG-18                                     | [ 2 ]                                            |
| GJ      | Chase               | XCG-20                                     | [ 2 ]                                            |
| JT      | Cessna              | YAT-37D                                    | [ 7 ]                                            |
| LA      | Taylorcraft (en)    | L-2 Grasshopper                            | [ 2 ]                                            |
| LA      | Piper               | L-4 Grasshopper                            | Initialement LC                                  |
| LB      | Aeronca             | L-3 Grasshopper                            | [ 2 ]                                            |
| LB      | Stinson             | L-5 Sentinel                               | Initialement LD                                  |
| LC      | Piper               | L-4 Grasshopper                            | Recodé LA                                        |
| LC      | Aeronca             | L-16                                       | Initialement LH                                  |
| LB      | Stinson             | L-5 Sentinel                               | recodé LB                                        |
| LD      | Ryan                | L-17B/U-18B Navion                         | Voir LJ pour les North American L-17A/C, U-18A/C |
| LE      | Interstate          | L-6 Cadet                                  | [ 2 ]                                            |
| LE      | Boeing              | L-15 Scout                                 | [ 2 ]                                            |
| LE      | Piper               | L-18 Super Cub                             | [ 2 ]                                            |
| LF      | Piper               | L-14                                       | [ 2 ]                                            |
| LF      | Cessna              | L-19 Bird Dog                              | [ 2 ]                                            |
| LG      | Convair             | L-13 Grasshopper                           | [ 2 ]                                            |
| LG      | de Havilland Canada | L-20 Beaver                                | [ 2 ]                                            |
| LH      | Aeronca             | L-16                                       | Recodé LC                                        |
| LH      | Piper               | L-21 Super Cub                             | [ 2 ]                                            |
| LJ      | North American      | L-17A/C, U-18A/C Navion                    | Voir LD pour les Ryan L-1, U-18B                 |
| LJ      | Beechcraft          | L-23 Seminole                              | [ 2 ]                                            |
| LK      | Aero Commander      | L-26                                       | [ 2 ]                                            |
| OA      | Grumman             | OA-9 Goose                                 | [ 2 ]                                            |
| OB      | Consolidated        | OA-10 Catalina                             | [ 2 ]                                            |
| OC      | North American      | O-47                                       | [ 2 ]                                            |
| OD      | Kellett             | YO-60                                      | [ 2 ]                                            |
| OE      | Boeing              | PB2B-1 Catalina                            | [ 7 ]                                            |
| PA      | Lockheed            | P-38 Lightning                             | Recodé FA en 1948                                |
| PB      | Bell                | P-39 Airacobra                             | Recodé FB en 1948                                |
| PC      | Curtiss             | P-40 Warhawk                               | Recodé FC en 1948                                |
| PD      | Curtiss             | XP-42                                      | [ 2 ]                                            |
| PE      | Republic            | P-47 Thunderbolt                           | Recodé FE en 1948                                |
| PF      | North American      | P-51 Mustang                               | Recodé FF en 1948                                |
| PG      | Curtiss             | XP-55 Ascender                             | [ 2 ]                                            |
| PH      | Lockheed            | XP-58 Chain Lightning                      | [ 2 ]                                            |
| PJ      | Bell                | P-59 Airacomet                             | Recodé FJ en 1948                                |
| PK      | Northrop            | P-61 Black Widow                           | Recodé FK en 1948                                |
| PL      | Bell                | P-63 Kingcobra                             | Recodé FL en 1948                                |
| PM      | Fisher              | P-75 Eagle                                 | [ 2 ]                                            |
| PN      | Lockheed            | P-80 Shooting Star                         | Recodé FT en 1948                                |
| PP      | Convair             | XP-81                                      | Recodé FP en 1948                                |
| PQ      | North American      | P-82 Twin Mustang                          | Recodé FQ en 1948                                |
| PR      | Bell                | XP-83                                      | Recodé FR en 1948                                |
| PS      | Republic            | P-84 Thunderjet                            | Recodé FS en 1948                                |
| PU      | North American      | P-86 Sabre                                 | Recodé FU en 1948                                |
| QF      | Piasecki            | H-21 Workhorse                             | [ 7 ]                                            |
| QK      | Culver              | Q-14 Cadet                                 | [ 7 ]                                            |
| RF      | North American      | RF-51 Mustang                              | [ 7 ]                                            |
| TA      | North American      | AT-6 Texan                                 | [ 2 ]                                            |
| LTA     | North American      | LT-6G Texan                                | [ 2 ]                                            |
| TB      | Beechcraft          | AT-7 Navigator                             | [ 2 ]                                            |
| TC      | Beechcraft          | AT-11 Kansan                               | [ 7 ]                                            |
| TC      | Mikoyan-Gourevitch  | MiG-15                                     | [ 8 ]                                            |
| TC      | Convair             | TF-102 Delta Dagger                        | [ 9 ]                                            |
| TD      | Fairchild           | AT-21 Gunner                               | [ 2 ]                                            |
| TD      | Beechcraft          | T-34 Mentor                                | [ 2 ]                                            |
| BTE     | Vultee              | BT-13 Valiant                              | [ 2 ]                                            |
| TE      | Cessna              | T-37 Tweet                                 | [ 7 ]                                            |
| PTF     | Boeing              | PT-13 Kaydet                               | [ 2 ]                                            |
| TF      | North American      | TF-51 Mustang                              | [ 7 ]                                            |
| TF      | Northrop            | T-38 Talon                                 | ,                                                |
| TG      | Boeing              | PT-17 Kaydet                               | [ 2 ]                                            |
| TG      | Lockheed            | TF-104 Starfighter                         | [ 7 ]                                            |
| TG      | North American      | T-39 Sabreliner                            | [ 7 ]                                            |
| TH      | Fairchild           | PT-19                                      | [ 2 ]                                            |
| TJ      | Culver (en)         | PQ-8 Cadet                                 | [ 2 ]                                            |
| TK      | Culver              | PQ-14 Cadet                                | [ 7 ]                                            |
| TL      | North American      | T-28 Trojan                                | [ 2 ]                                            |
| TP      | Convair             | T-29 Flying Classroom                      | [ 2 ]                                            |
| TQ      | Fairchild           | T-31                                       | [ 2 ]                                            |
| TR      | Lockheed            | T-33 Shooting Star                         | [ 7 ]                                            |
| UG      | de Havilland Canada | U-6 Beaver                                 | [ 7 ]                                            |
| UH      | Piper               | U-7 Super Cub                              | [ 7 ]                                            |
| UK      | Aero Commander      | U-4/U-9                                    | [ 7 ]                                            |
| YF      | North American      | YF-93                                      | [ 11 ]                                           |
| YT      | Cessna              | YAT-37D                                    | [ 7 ]                                            |